# Superheroes (мініальбом)
Superheroes — мініальбом німецького павер-метал гурту Edguy, виданий у 2005 році. У записі альбому брав участь Міхаель Кіске з гурту Helloween. На цьому мініальбомі гурт відійшов від стилю їхнього попереднього альбом Hellfire Club. Пісні на «Superheroes» набагато менше нагадують рідний стиль гурту, павер-метал, а мають нахил в бік хард-року.
Окрім титульного треку, який входить до альбому гурту Rocket Ride, до мініальбому увійшли також 5 інших композицій. Четверта пісня, з епічною назвою «Judas at the Opera», чимось нагадує проект Тобіаса Саммета Avantasia, з воколістом Міхаелем Кіске. П'ята композиція — кавер-версія пісні «The Spirit» гурту Magnum. Останній трек — епічна версія «Superheroes», повільна композиція з оркестровим оформленням.
Виходу мініальбому передував випуск DVD з п'яти композицій, серед яких було відео на пісню «Superheroes», кадри з шоу в Бразилії, документальні кадри з туру і процес запису Rocket Ride. Це був перший відео альбом випущений Edguy.

## Список композицій
1. Superheroes — 3:19
2. Spooks in The Attic — 4:03
3. Blessing in Disguise — 4:17
4. Judas at the Opera (разом з Міхаелем Кіске) — 7:21
5. The Spirit (Magnum кавер) — 3:50
6. Superheroes (epic version) — 3:09[1]

## DVD
1. «Superheroes» (відео кліп)
2. «Mysteria» (наживо в Бразилії)
3. «Under the Moon» (наживо в Бразилії)
4. «Navigator» (наживо в Бразилії)

Додаткове відео
- Superheroes — дорожнє відео (включаючи інтерв'ю з деякими учасниками гурту)
- Репортажі з студії
- Слайд-шоу Edguy
- Зйомки «Superheroes»

## Учасники
- Тобіас Саммет — вокал
- Тобіас 'Еггі' Ексель — бас-гітара
- Йенс Людвіг — соло-гітара
- Дірк Зауер — ритм-гітара
- Фелікс Бонке — ударні
- Міхаель Кіске — вокал на «Judas At The Opera»